# ARM Cortex-A72
ARM Cortex-A72는 ARM 홀딩스의 오스틴 디자인 센터에서 설계한 ARMv8-A 64비트 명령어 집합을 구현하는 중앙 처리 장치이다. Cortex-A72는 3-way 디코드 비순차적 슈퍼스칼라 파이프라인이다. 라이선스 사용자에게 SIP 코어로 제공되며, 이 설계는 다른 SIP 코어(예: GPU, 디스플레이 컨트롤러, DSP, 이미지 프로세서 등)와 통합하여 단일 다이에 시스템 온 칩(SoC)을 구성하는 데 적합하다. Cortex-A72는 2015년에 Cortex-A57의 후속작으로 발표되었으며, 20% 적은 전력을 사용하거나 90% 더 높은 성능을 제공하도록 설계되었다.

## 개요
- 깊이 비순차적, 투기적 실행 3-way 슈퍼스칼라 실행 파이프라인을 갖춘 파이프라인 프로세서
- 코어당 DSP 및 NEON SIMD 확장 필수
- 온보드 VFPv4 부동 소수점 장치 (코어당)
- 하드웨어 가상화 지원
- Thumb-2 명령어 집합 인코딩은 성능에 거의 영향을 주지 않으면서 32비트 프로그램의 크기를 줄인다.
- TrustZone 보안 확장
- 명령어 실행을 방해 없이 추적하기 위한 Program Trace Macrocell 및 CoreSight Design Kit
- 코어당 32 KiB 데이터 (2-way 세트 연관) + 48 KiB 명령어 (3-way 세트 연관) L1 캐시
- 통합된 낮은 지연 시간의 레벨 2 (16-way 세트 연관) 캐시 컨트롤러, 클러스터당 512 KB ~ 4 MB의 구성 가능한 크기
- 4 KiB, 64 KiB, 1 MB 페이지 크기를 기본으로 지원하는 48-엔트리 완전 연관 L1 명령어 TLB (translation lookaside buffer)
- 4 KiB, 64 KiB, 1 MB 페이지 크기를 기본으로 지원하는 32-엔트리 완전 연관 L1 데이터 TLB
  - 코어당 1024-엔트리 통합 L2 TLB의 4-way 세트 연관, 히트 언더 미스 지원
- 성능을 크게 향상시키고 예측 실패 및 투기적 실행으로 인한 에너지 소모를 줄이는 정교한 분기 예측 알고리즘
- 초기 IC 태그 – 직접 매핑된 전력에서의 3-way L1 캐시*
- 지역화된 TLB 및 μBTB 태깅
- 작은 오프셋 분기 대상 최적화
- 불필요한 분기 예측기 접근 억제

## 칩
- 브로드컴 BCM2711 (라즈베리 파이 4에 사용[4])
- 스냅드래곤 650, 652, 653
- NXP i.MX8, Layerscape LS1026A/LS1046A, LS2044A/LS2084A, LS2048A/LS2088A, LX2160A/LX2120A/LX2080A, LS1028A
- 텍사스 인스트루먼트 Jacinto 7 자동차 및 산업용 SoC 프로세서 제품군.
- 록칩 RK3399
- AWS Graviton

## 같이 보기
- ARM Cortex-A57, 이전 버전
- ARM Cortex-A73, 후속 버전